# レオポルド・デ・メディチ
レオポルド・デ・メディチ（Leopoldo de' Medici, 1617年11月6日 - 1675年11月16日）は、イタリアの枢機卿、学者。芸術のパトロンであった。

## 生涯
トスカーナ大公コジモ2世・デ・メディチと妃マリーア・マッダレーナの末息子として、フィレンツェで生まれた。フラヴィアーノ・ミシェリーニとエヴァンジェリスタ・トリチェリの師であるヤコポ・ソルダーノに教育された。兄フェルディナンド2世・デ・メディチが大公になると、産業・農業・貿易担当の助言者となった。
レオポルドは科学に深い興味を持ち、1638年にアカデミア・プラトニカ（プラトン・アカデミー）を兄フェルディナンドとともに設立。1657年にアカデミア・デル・チメントを設立。1641年にはクルスカ学会のメンバーの一人となった。
レオポルドは希少な文書・絵画、彫像・硬貨・自画像などの偉大な収集家であった（ウフィツィ美術館のヴェネツィア・コレクションは、彼の収集したものが大半を占める）。
1667年12月、彼はクレメンス9世によりサン・コズマ・エ・ダミアーノ枢機卿に任命された。この頃からレオポルドはしばしばローマへ旅するようになり、彼の芸術的興味を追求した。